# Muvatti
Muvatti hercegnő I. Szuppiluliumasz hettita király egyik leánya, a mirai Maszkhuiluva király felesége. Neve több iratból, többféle írásmóddal ismert: 𒊩𒈬𒌋𒉿𒀜𒋾𒅖 fMu-(u-)u̯a-at-ti(-iš) (CTH#61) vagy 𒊩𒈬𒌋𒉿𒀜𒋾𒁷 fMu-(u-)u̯a-at-tin (CTH#68), normalizált alakjai eszerint Mūwattiš vagy Mūwattin lehet. Két nişantepei szövegen luvi írással is fennmaradt a neve:  /  mu(-wa)-tí REX.FEMINA/REX.FILIA, azaz Muvati királyné, Muvati, a király leánya. Egy markaszui luvi feliraton  Mu(-wa)-tí BONUS2 FEMINA, azaz „Muvatti, a jó hölgy”. A név a luvi muwa (életerő) szóból képzett szó, de az i képző szerepe egyelőre ismeretlen.
Gyermeke Kupanta-dKAL.

## Külső hivatkozások
- Kingdoms of Anatólia
- Information about the Hittites: Annals of Mursili
- Information about the Hittites: I. Suppiluliumas